# Isaak Schwarz
Pour les articles homonymes, voir Schwarz.
Isaak Iossifovitch Schwarz (en russe : Исаак Иосифович Шварц), né le 13 mai 1923 à Romny, dans le gouvernement de Poltava (Union soviétique) et mort le 27 décembre 2009 à Siverski, dans l'oblast de Léningrad (Russie), est un compositeur soviétique et russe,.

## Biographie
Il est né et élevé à Romny, en Ukraine dans une famille juive assimilée. Sa famille s'installe en 1930 à Léningrad, où Isaak commence à apprendre le piano. En 1935, il donne un concert avec les jeunes talents de l'Orchestre philharmonique de Léningrad, au cours duquel il joue Chopin. Son père, professeur d'histoire et d'archéologie à l'université de Léningrad, est arrêté en 1936 et la famille exilée en Kirghizie en 1937. Dans la ville de Frounzé (aujourd'hui Bichkek), le jeune Isaak donne des leçons privées de musique aux enfants des fonctionnaires locaux et de temps en temps accompagne au piano les films encore muets qui sont projetés au cinéma de la ville. Pendant la Seconde Guerre mondiale, il dirige une section des chœurs de l'Armée rouge. Il fait ensuite la rencontre de la sœur de Dmitri Chostakovitch, qui le présente à son frère. Celui-ci le fait entrer au Conservatoire d'État Rimski-Korsakov de Léningrad, en classe de composition. Il en sort diplômé en 1951. En 1955 il devient membre de l'Union des compositeurs soviétiques.
En 1959, il fait ses débuts au cinéma en composant la musique du film Notre Correspondant. Une longue collaboration commence, qui le fera travailler avec les plus grands réalisateurs du cinéma soviétique et le verra écrire plus de cent musiques de films, comme celle de La Blanche étrangère de Sergueï Soloviov, Grand prix du jury de la Mostra de Venise en 1986. En 1975, remarqué et choisi par Akira Kurosawa, il compose la musique de Dersou Ouzala, pour laquelle il est surtout connu en Occident.
Il composait avant sa mort plus pour les ballets et le théâtre, pour lesquels il a remporté de nombreux prix, et encore dans une moindre mesure pour le cinéma ou la télévision. Il a aussi écrit une symphonie, et de nombreuses chansons (certaines écrites avec Boulat Okoudjava, comme en 1970 Votre Honneur Madame la Chance dans le film Le Soleil blanc du désert). On lui attribue le Nika de la meilleure musique de film en 1992 (Luna Park) en 2001 (Écoute, s'il ne pleut pas), et en 2002 (Dikarka).
Isaak Schwarz est enterré dans l'enclos appelé la passerelle des Écrivains du cimetière Volkovo de Saint-Pétersbourg.

## Musique de films
- 1962 : Un trajet à vide (Порожний рейс) de Vladimir Venguerov
- 1965 : Cité ouvrière (Живой труп) de Vladimir Venguerov
- 1967 : Le Septième Compagnon (Седьмой спутник) d'Alekseï Guerman
- 1968 : Jivoï trup (Живой труп) de Vladimir Venguerov
- 1969 : Les Frères Karamazov (Братья Карамазовы) de Kirill Lavrov, Ivan Pyryev et Mikhail Ulyanov
- 1970 : Le Soleil blanc du désert (Белое солнце пустыни) de Vladimir Motyl
- 1970 : Le Retour de saint Luc (Возвращение Святого Луки) d'Anatoli Bobrovski
- 1971 : La Vérification (Проверка на дорогах) d'Alexeï Guerman
- 1974 : Un chapeau de paille (Соломенная шляпка) de Leonid Kvinikhidze
- 1975 : Cent jours après l'enfance (Сто дней после детства) de Sergueï Soloviov
- 1975 : Dersou Ouzala (デルス·ウザーラ) d'Akira Kurosawa
- 1975 : La Dernière Victime (Последняя жертва) de Piotr Todorovski :
- 1975 : Zvezda plenitelnogo schastya (Звезда пленительного счастья) de Vladimir Motyl
- 1986 : Tchoujaïa Belaïa i Riaboï (Чужая Белая и Рябой) de Sergueï Soloviov
- 1991 : Intrigues impériales (Young Catherine) de Michael Anderson
- 1992 : Luna Park (Луна-парк) de Pavel Lounguine